# 라이더-웨이트 타로 덱
라이더-웨이트 타로 덱 (Rider Waite Tarot)은 아서 에드워드 웨이트가 황금 여명회의 해석에 근거해 디자인해, 파메라 콜맨 스미스에 그리게 한 타로의 통칭. 1909년에 런던의 라이더사로부터 발매된 것으로부터, 라이더판이라고도 불린다.
아르 누보 조의 친해지기 쉬운 도안으로 대유행이 된다. 이후, 영국에서 타로라고 하면, 거의 이것을 가리킬 정도로 되었다.

## 주된 특징
- 소 아르카나를 포함해 모든 카드가 회찰로 점복에 사용하기 쉽다
- 대 아르카나의 '정의'와 '힘'의 카드 번호 (8과 11)가 바뀌고 있다
- 대 아르카나의 '바보'의 카드로 0의 번호가 주어지고 있다

## 일화
이 타로카드는 당시 아서 에드워드 웨이트가 소속해 있던 마술 결사 '황금 여명회 (골든 돈)'의 내부 문서나 'T의 책' 등을 바탕으로 만들어져 있어, 그림은 콜맨 스미스가 담당.
황금의 새벽단이 교의의 중심으로 자리잡고 있던 카발라적 견지에 근거해 정리·조정되어 대 아르카나 뿐만 아니라, 본래수찰인 소 아르카나까지, 모두가 그림으로 나타내지고 있는 것이 특징. 카드의 차례도 황금의 새벽단의 서양 점성술적 해석에 근거해 '힘'과 '정의'의 카드가 종래의 줄서는 방법과 바뀌고 있다.
그러나, 타로와 동시에 저술해진 해설서에는 단내 문서나 알레이스터 크롤리가 남긴 '777의 책' 등과 달라, 예로부터 일반적으로 사용되어 온 '역위치 해석'이 포함되어 있다. 현대라도 마술 결사의 대부분이 역위치 해석을 채용하지 않은 것에서 봐도, 단 내의 지식이 안이하게 유출하는 일을 피한 것은 아닐까 생각된다.
그 이외에도, 카드의 그림에 사용되고 있는 색채가 실제의 카드 대응색과 다른 것이 78장 중에 수매 있다고 연구자는 말하고 있다. 이 색채에 관해서는 전후, 인쇄 기술의 발달이나, 상품으로서의 아름다움을 요구해 꽤 개편되고 있는 것은 분명하고, 현재는 본래의 색채를 복각한 오리지널판이 발매되고 있다.

## 대 아르카나

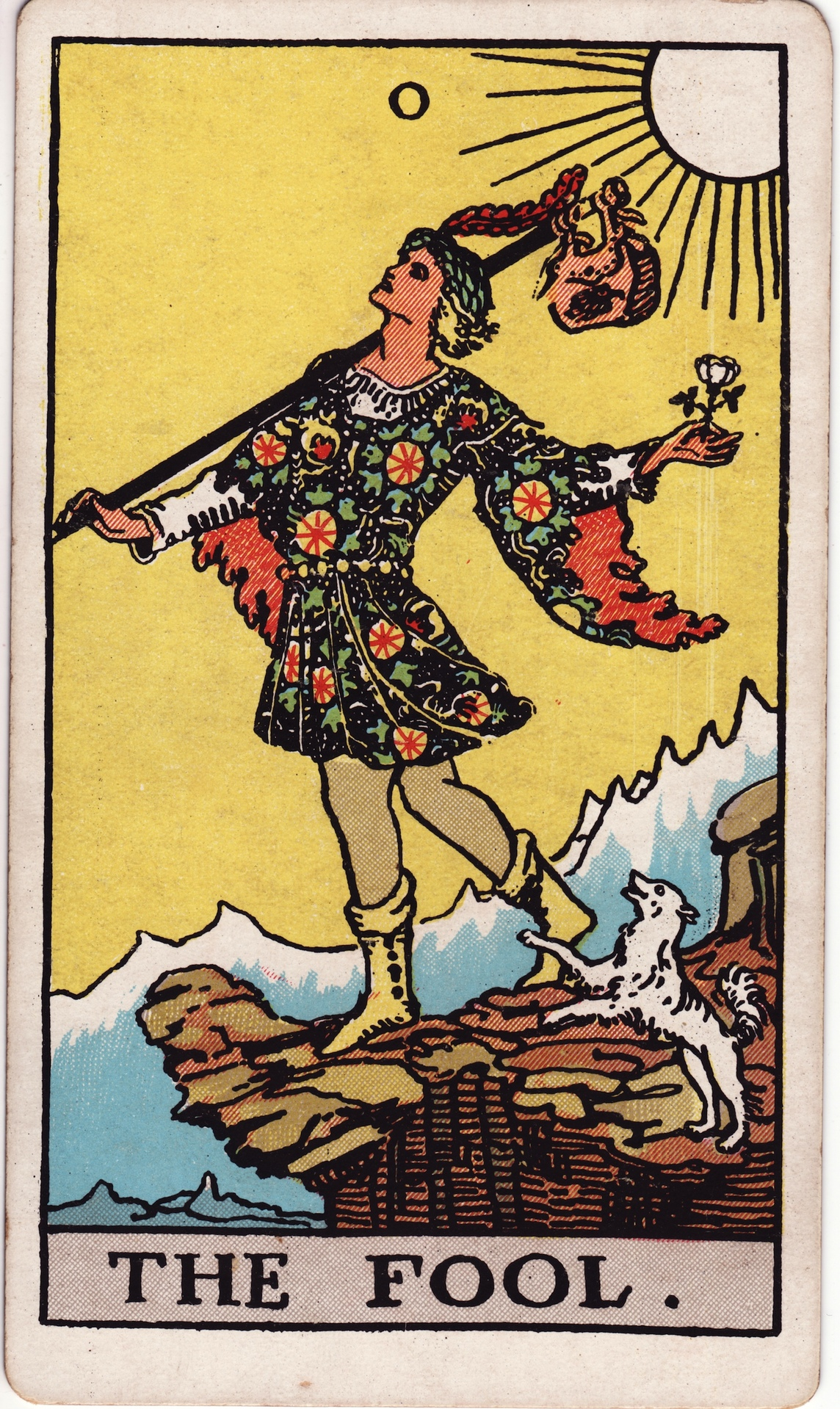
0 – 바보
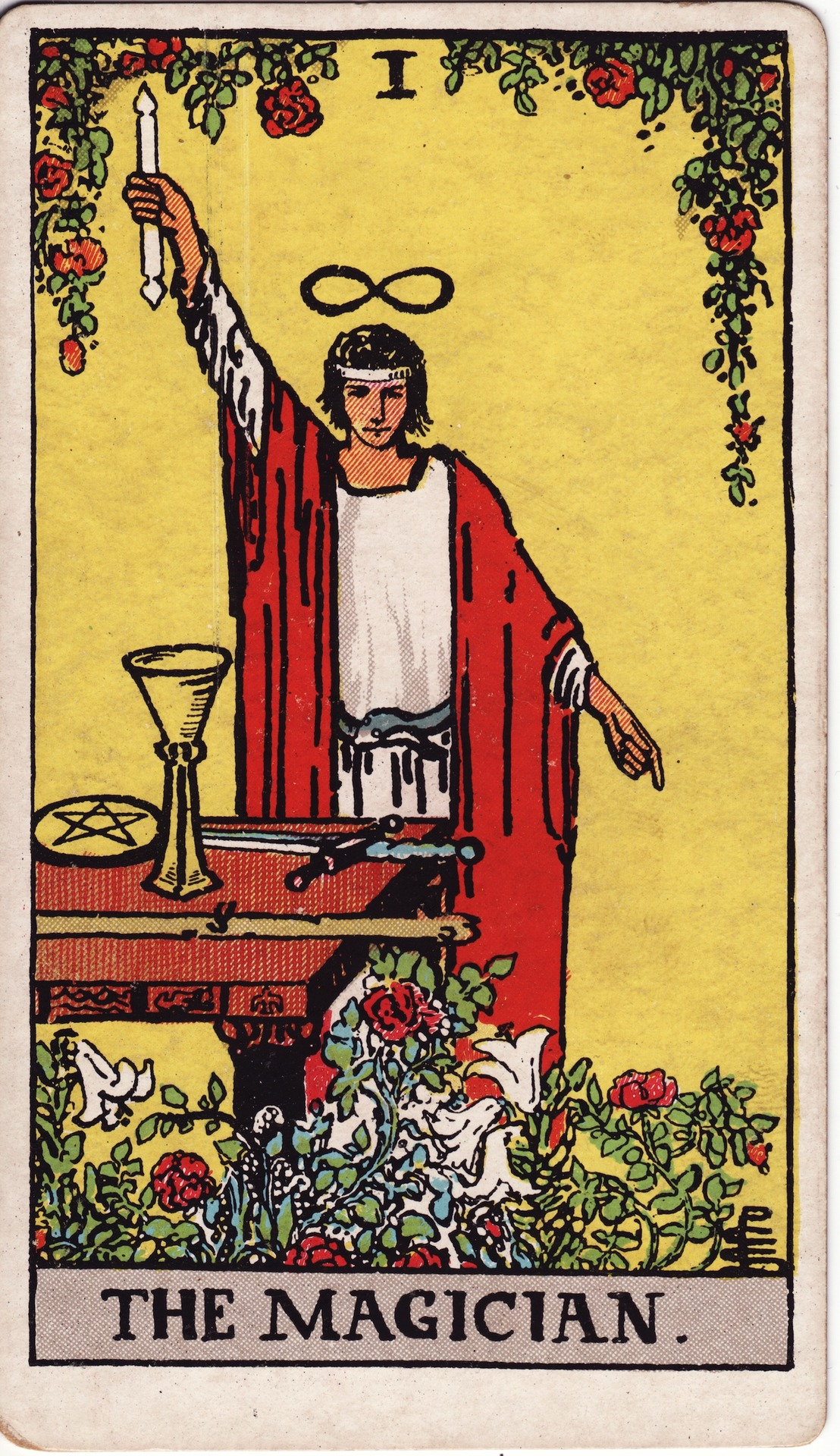
I – 마술사
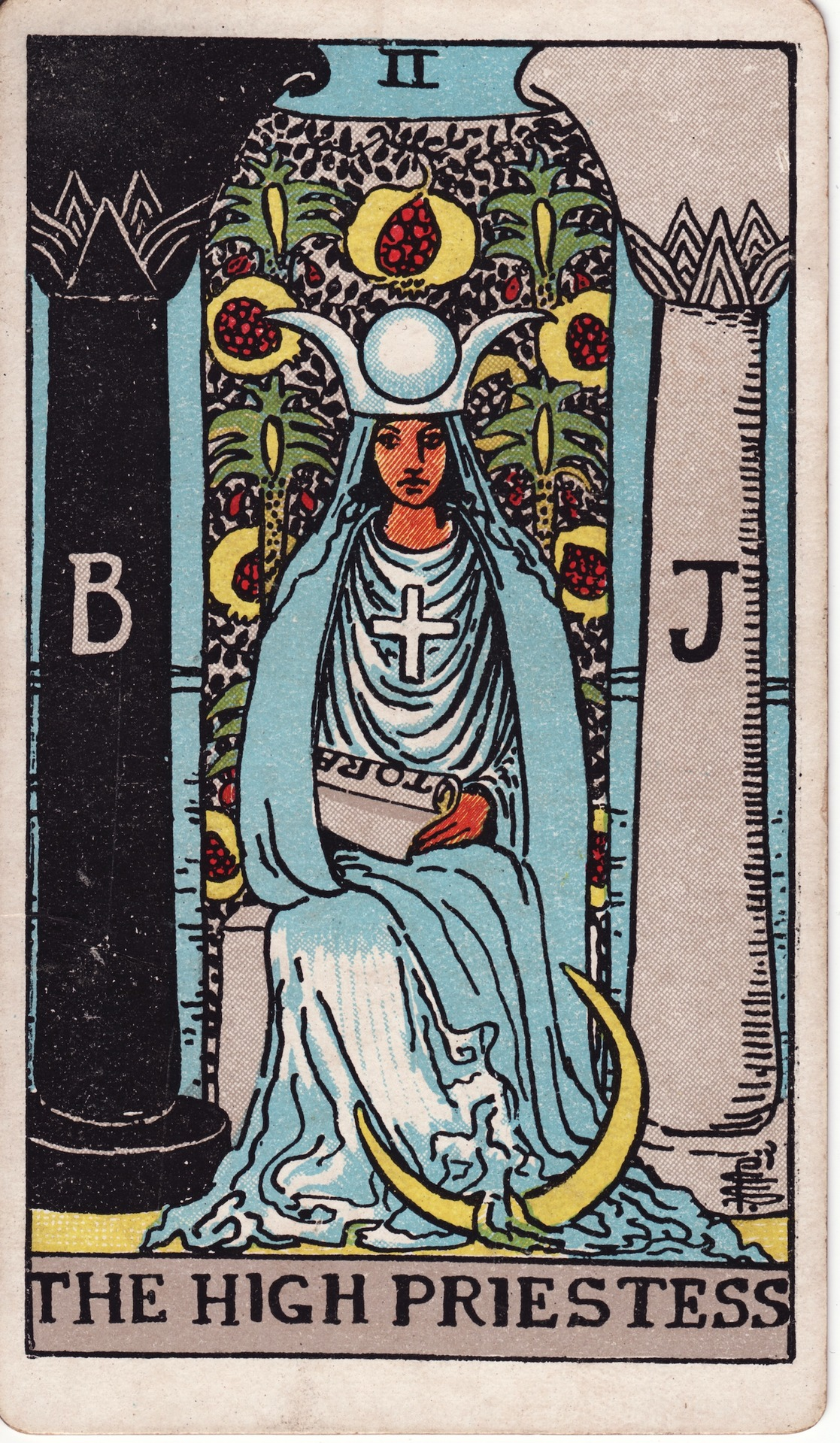
II – 여교황
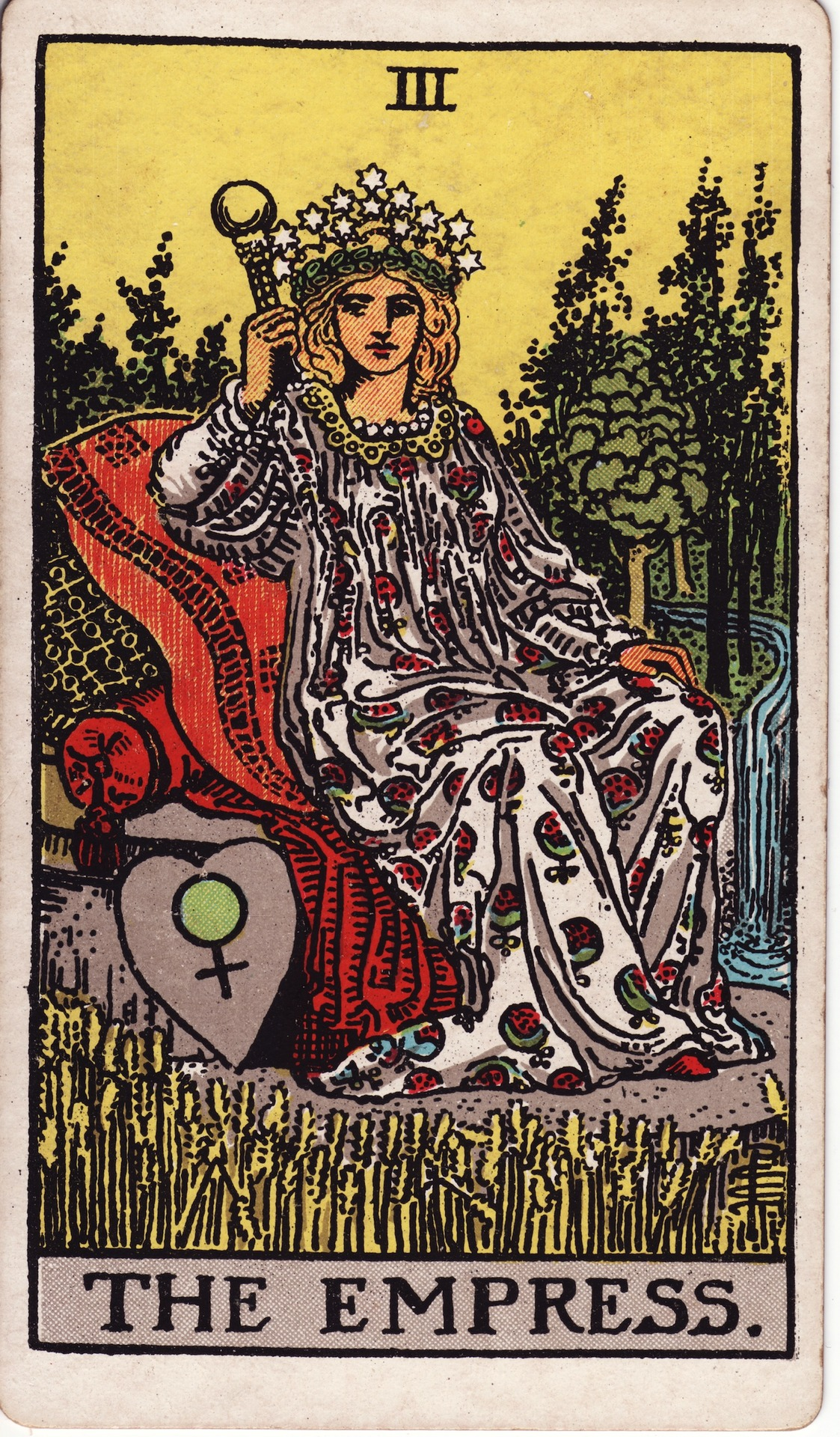
III – 여제
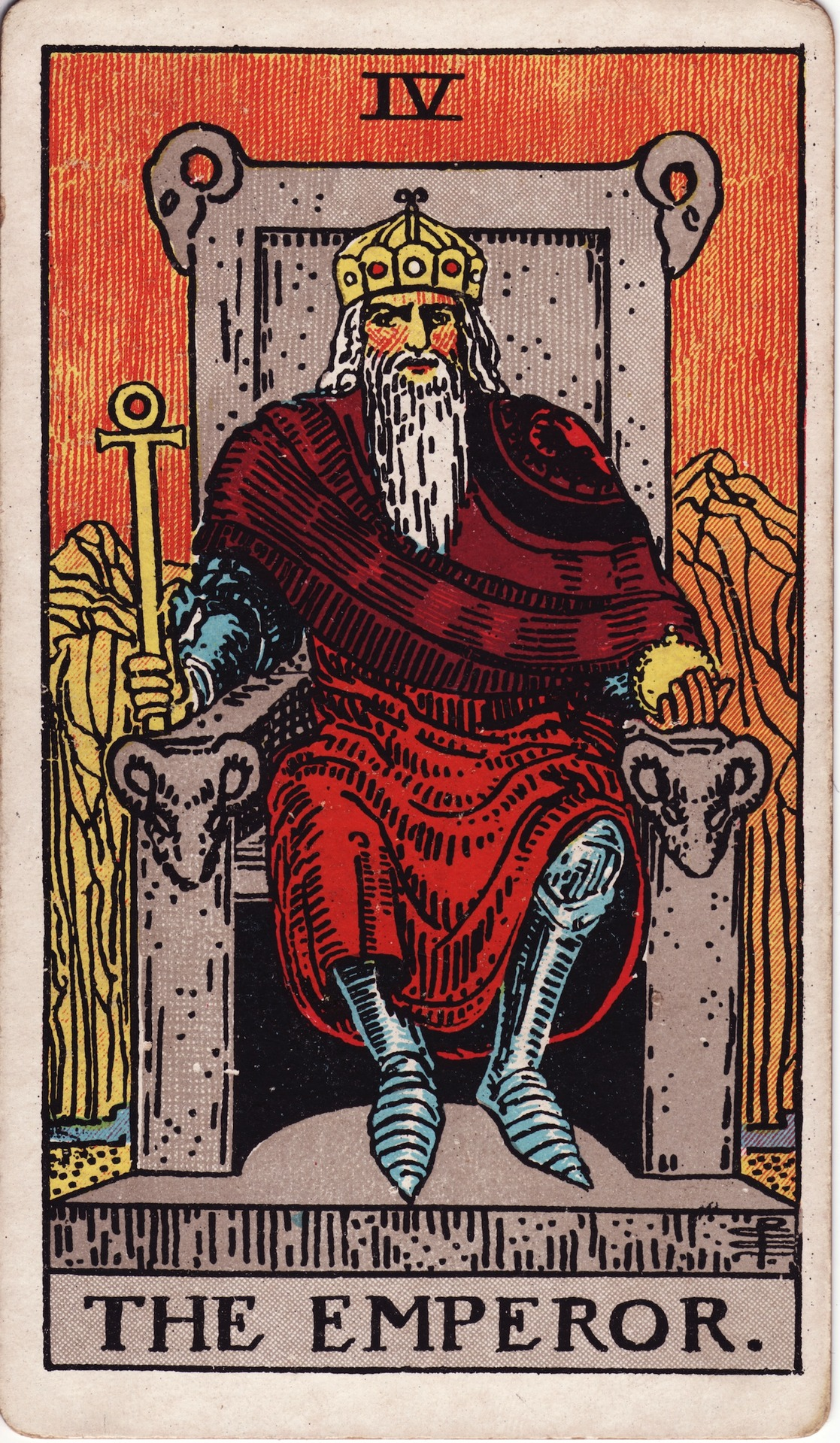
IV – 황제
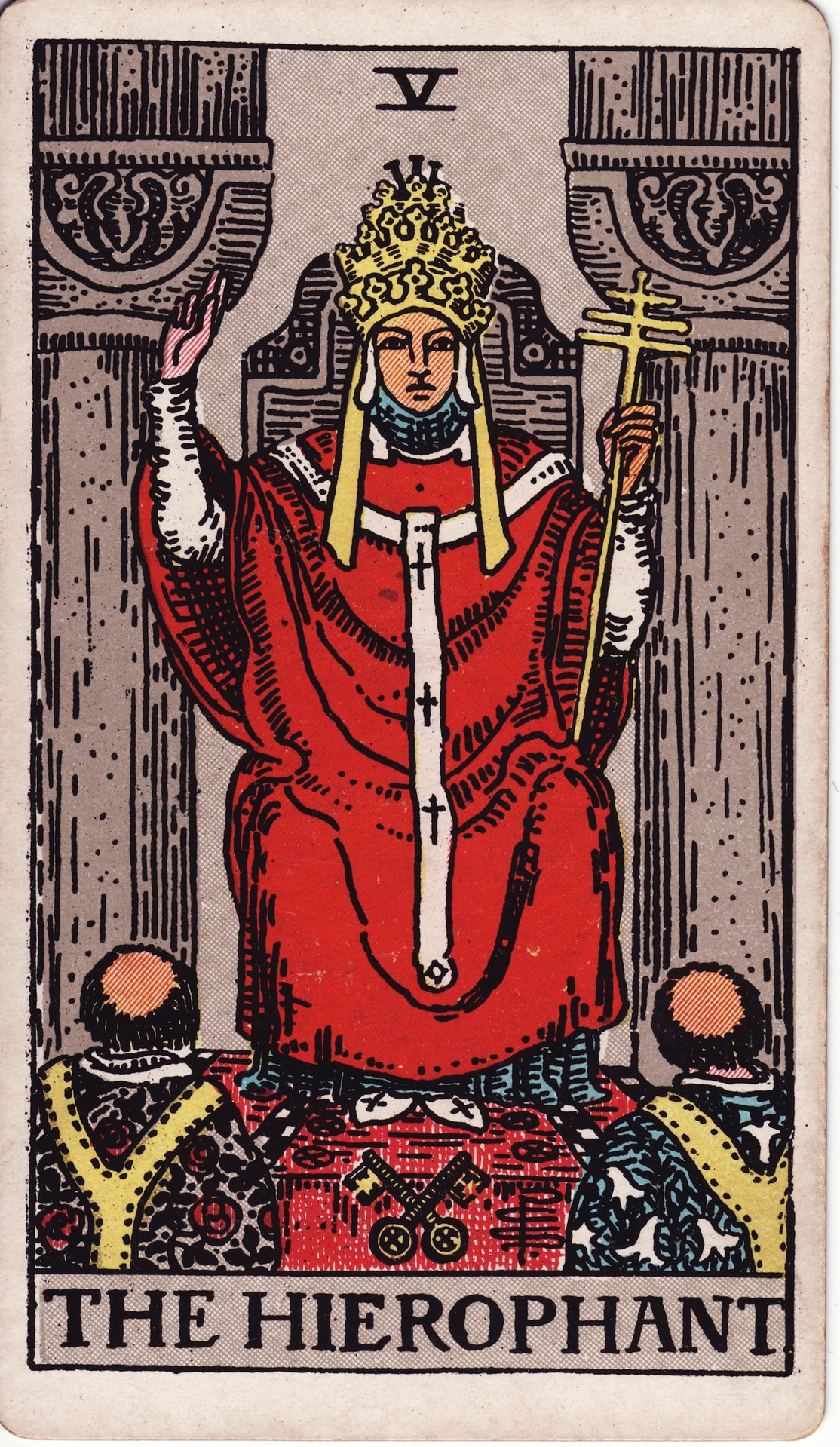
V – 교황
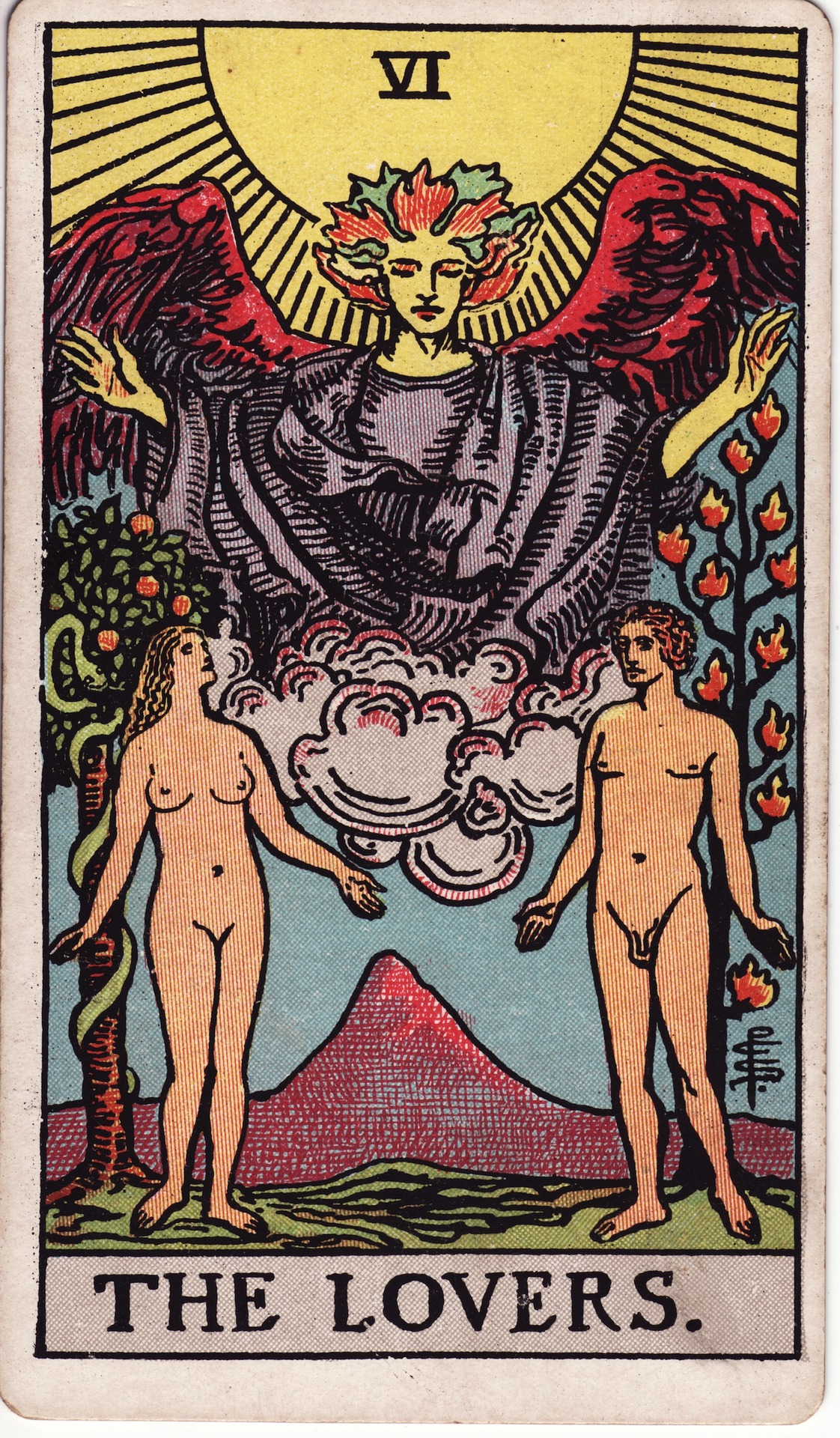
VI – 연인
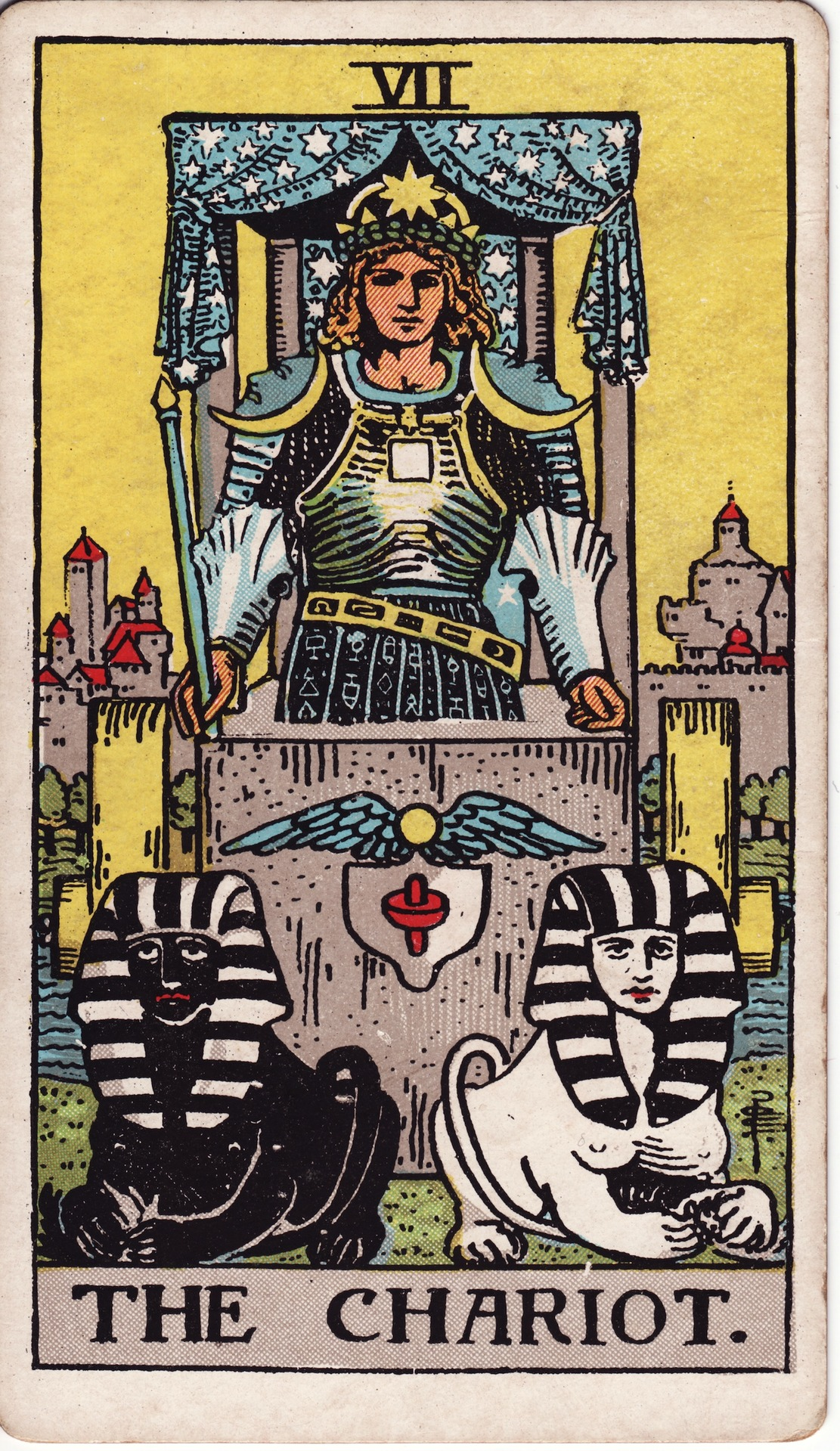
VII – 전차
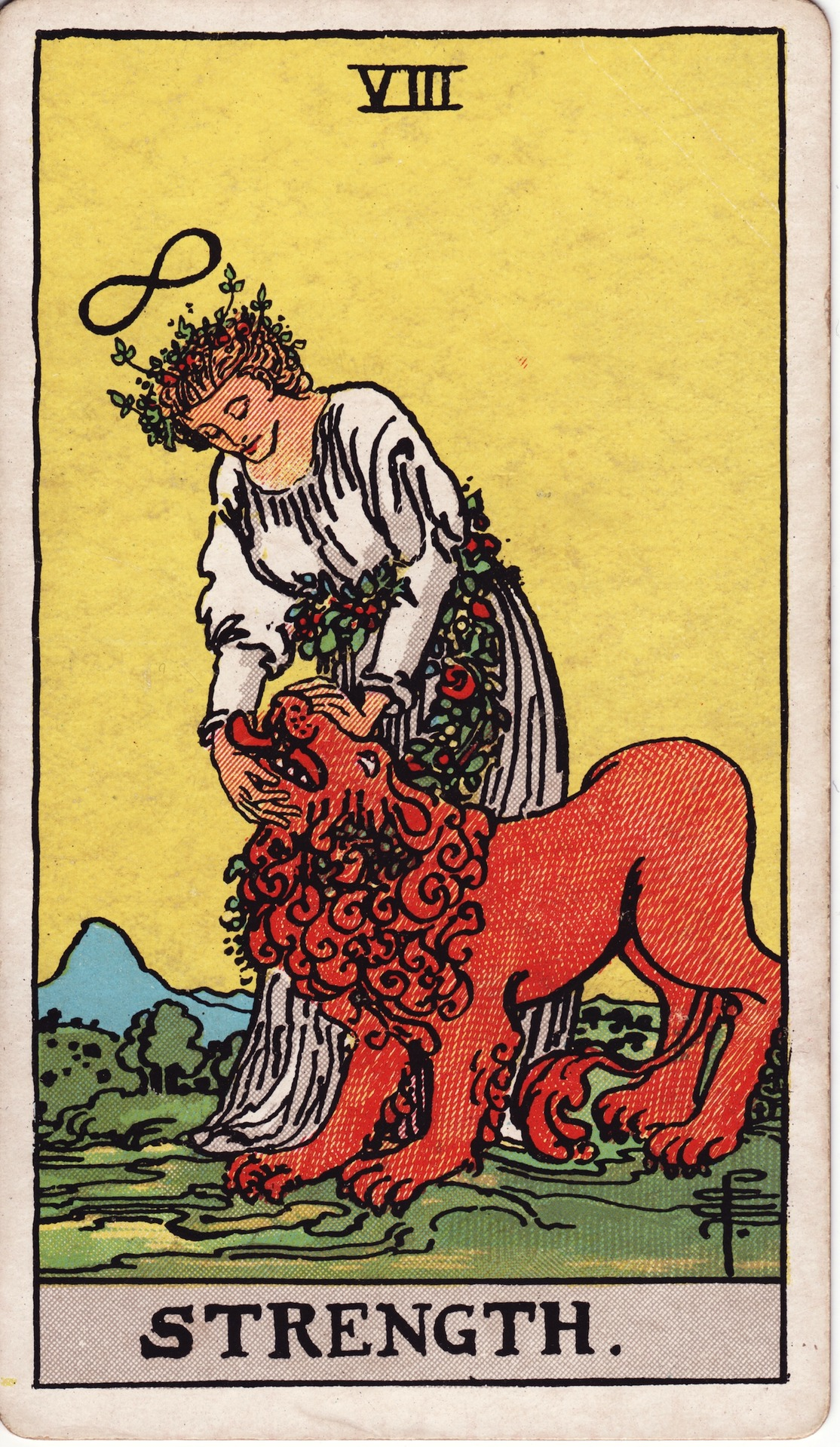
VIII – 힘
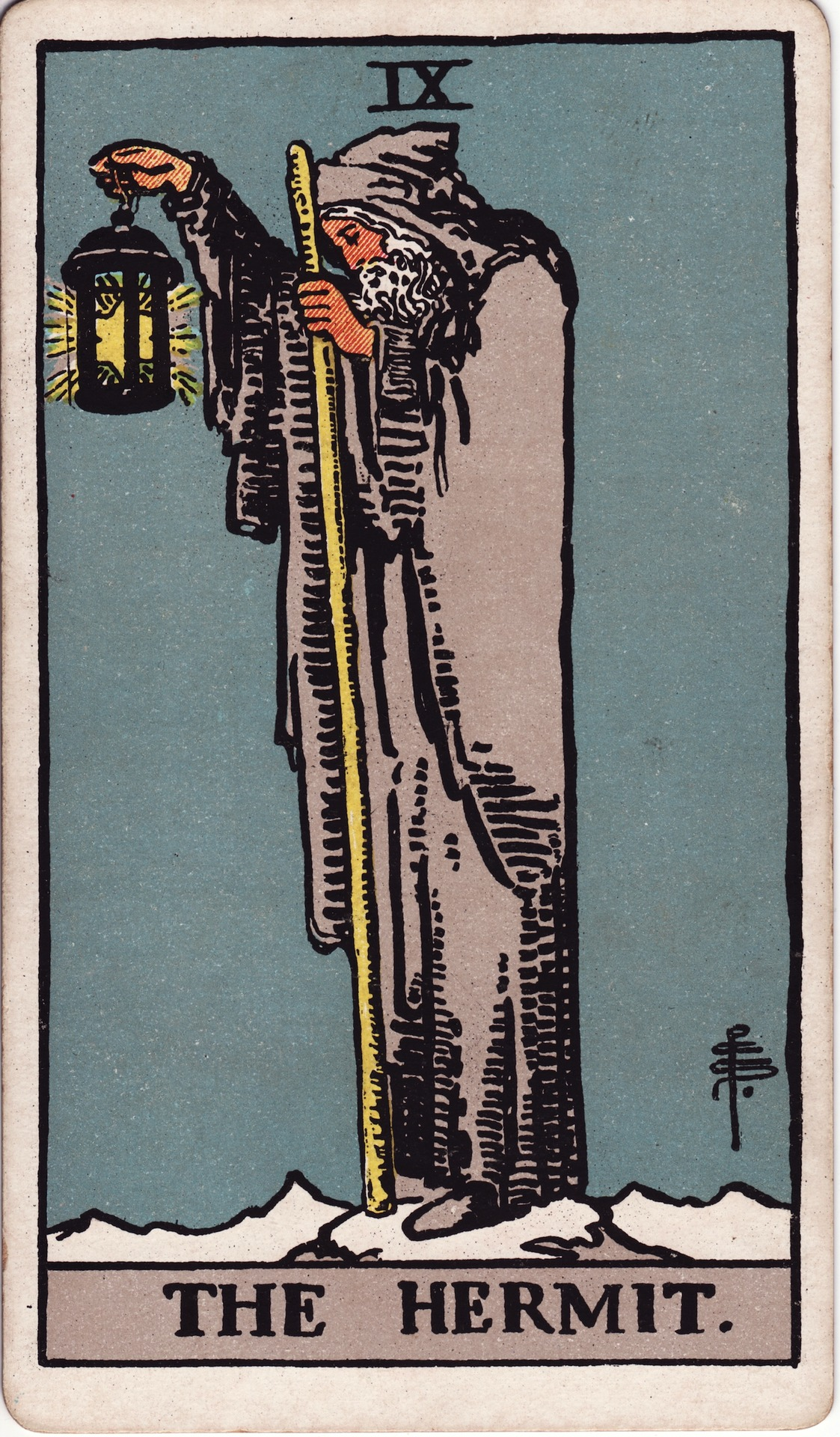
IX – 은자
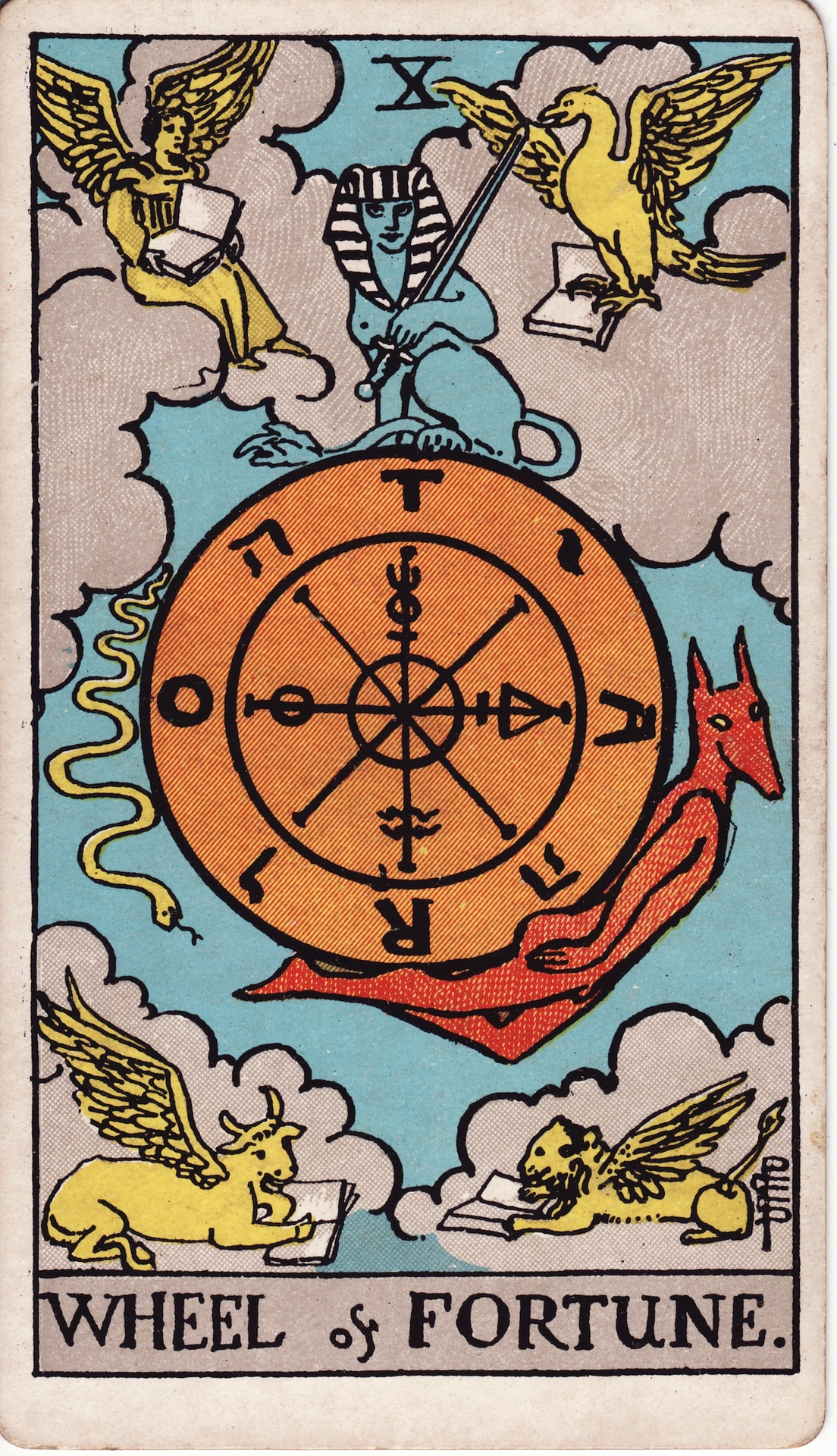
X – 운명의 바퀴
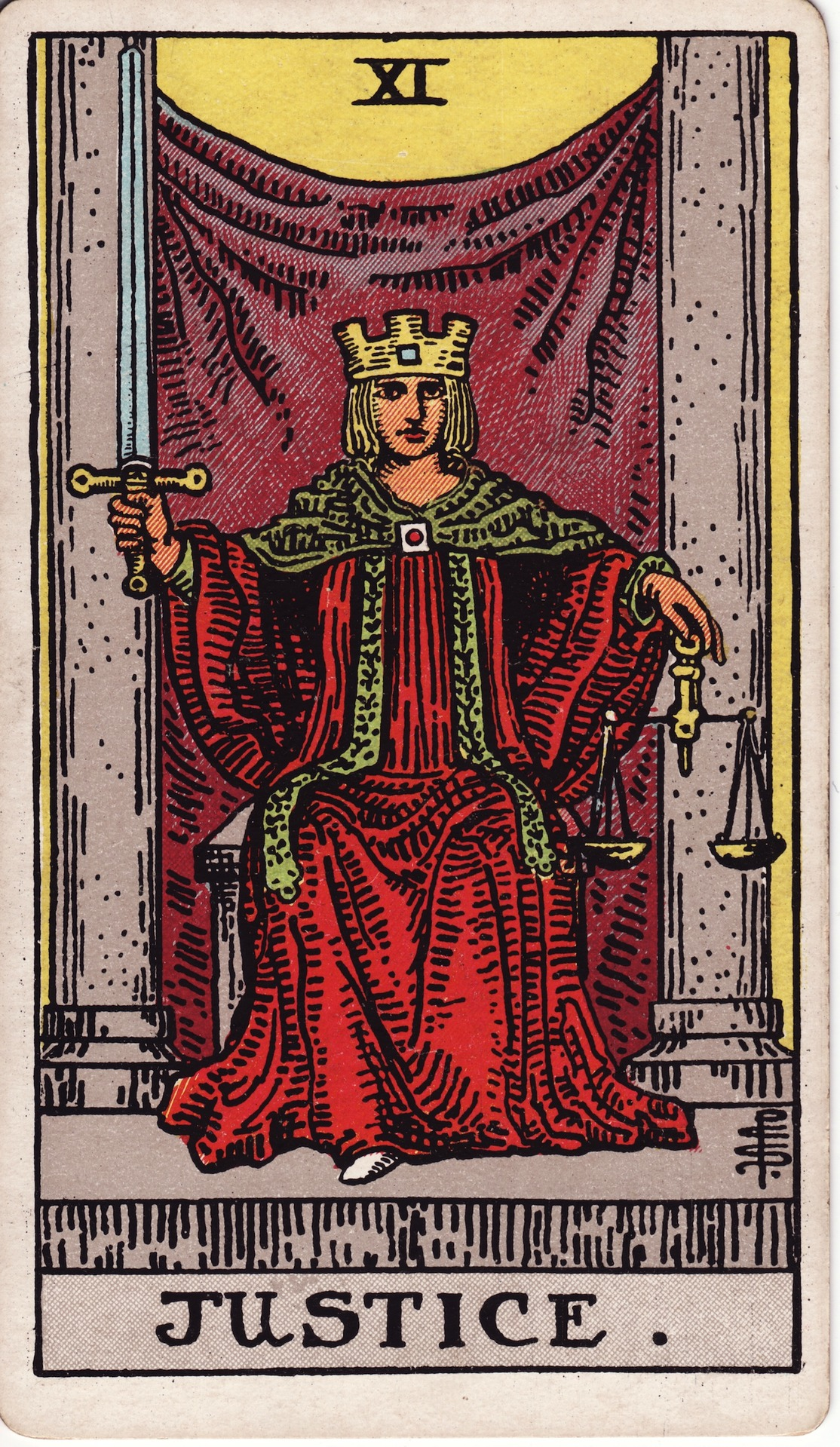
XI – 정의
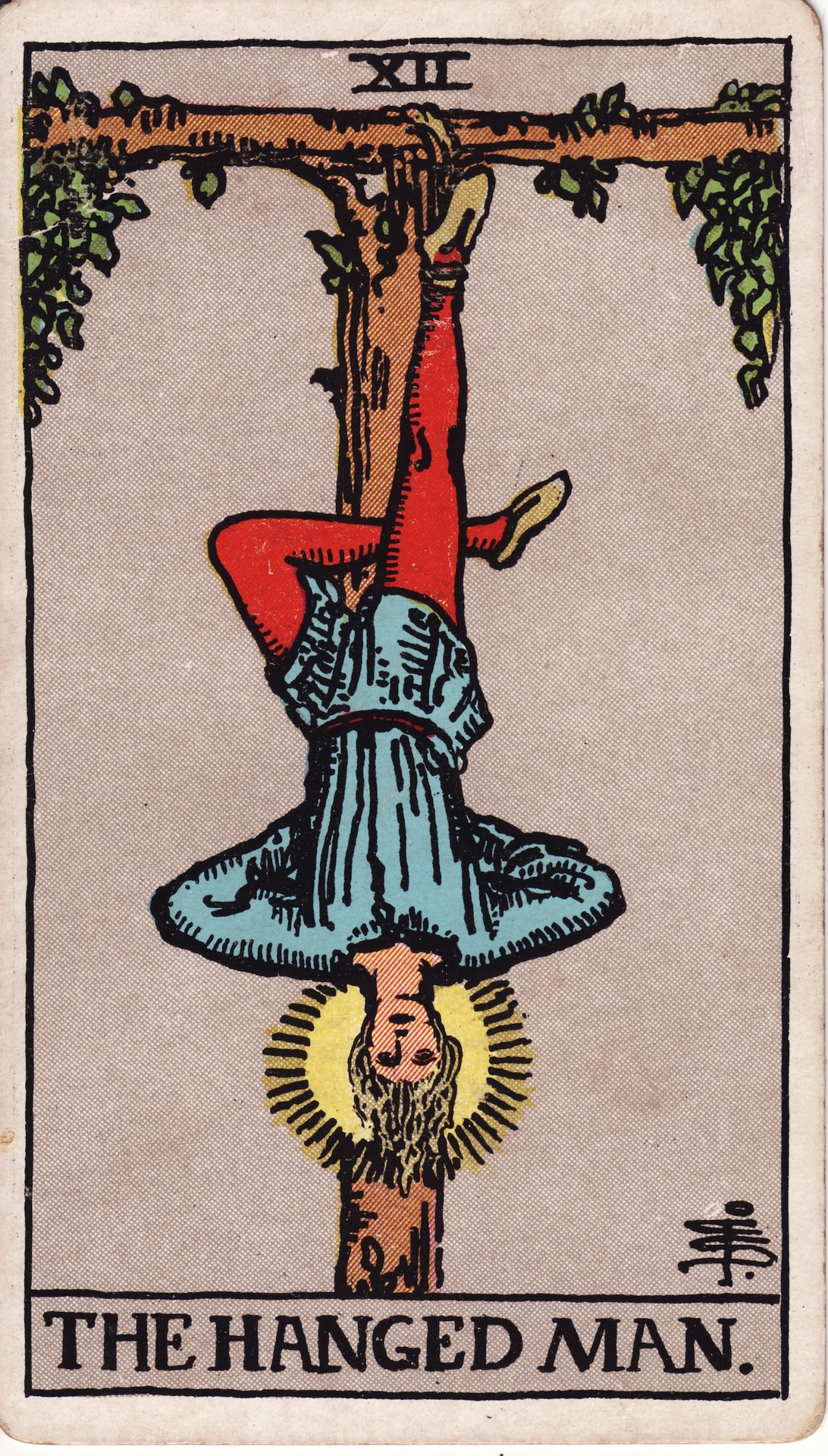
XII – 매달린 남자
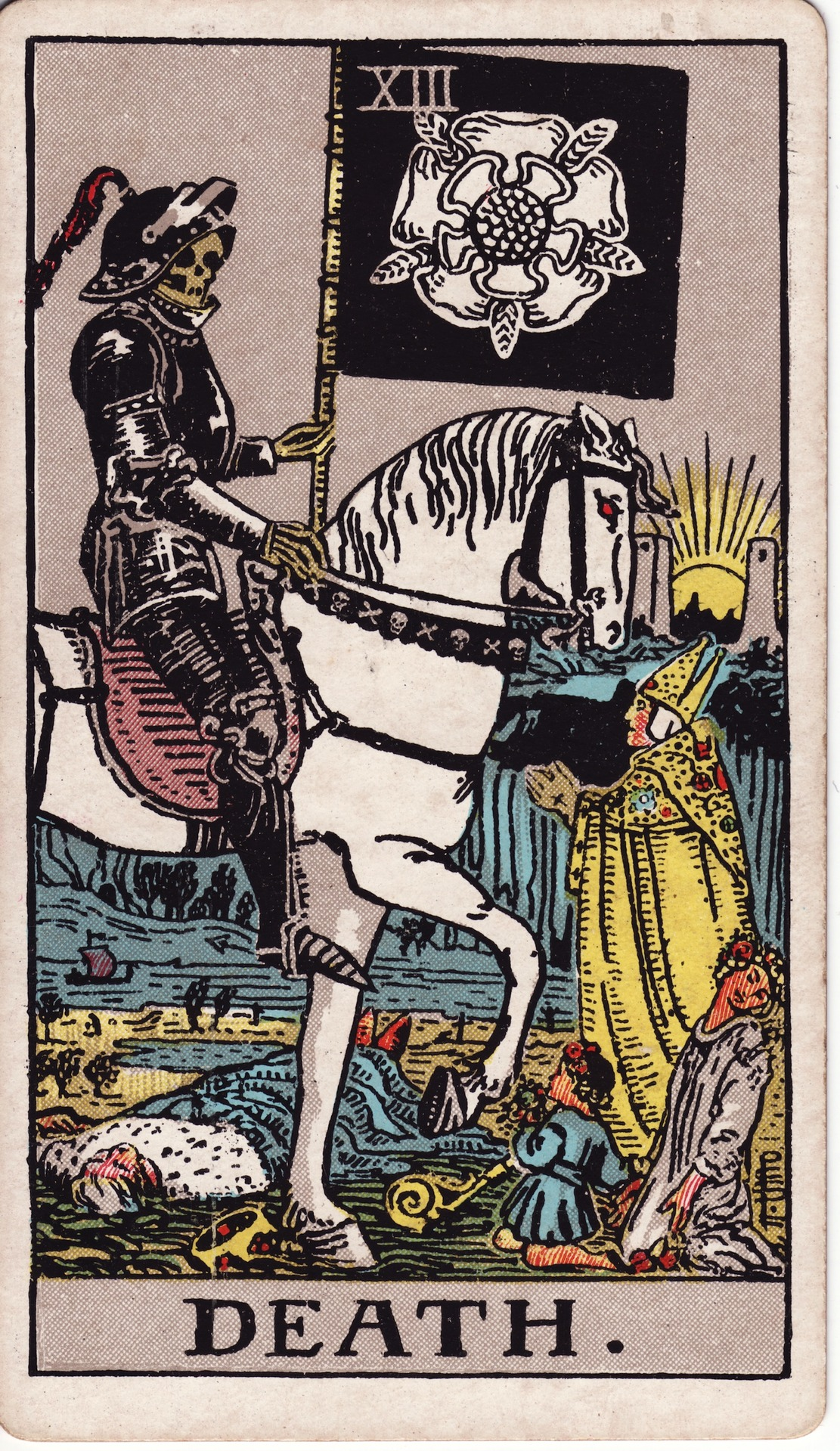
XIII – 죽음
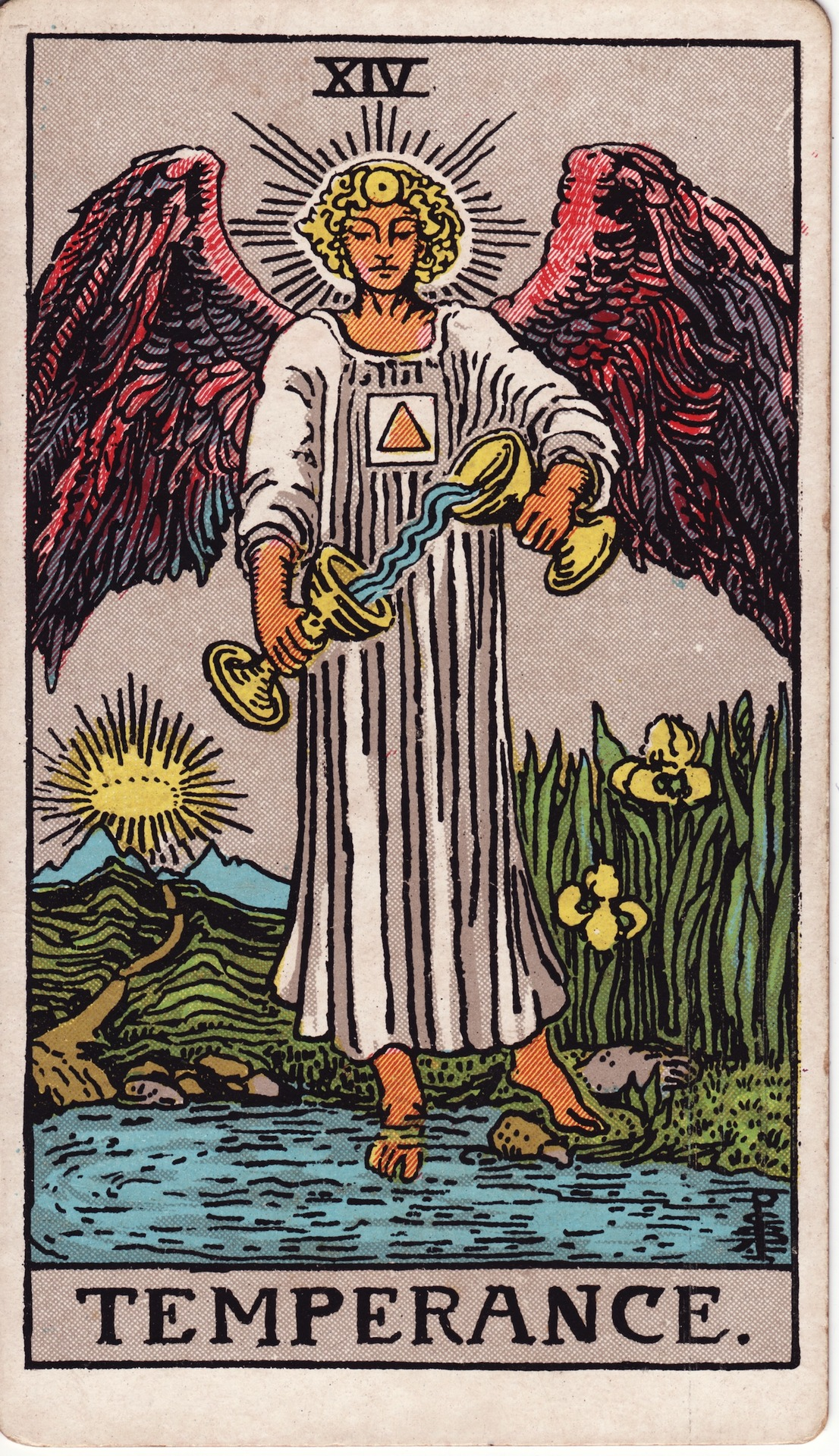
XIV – 절제
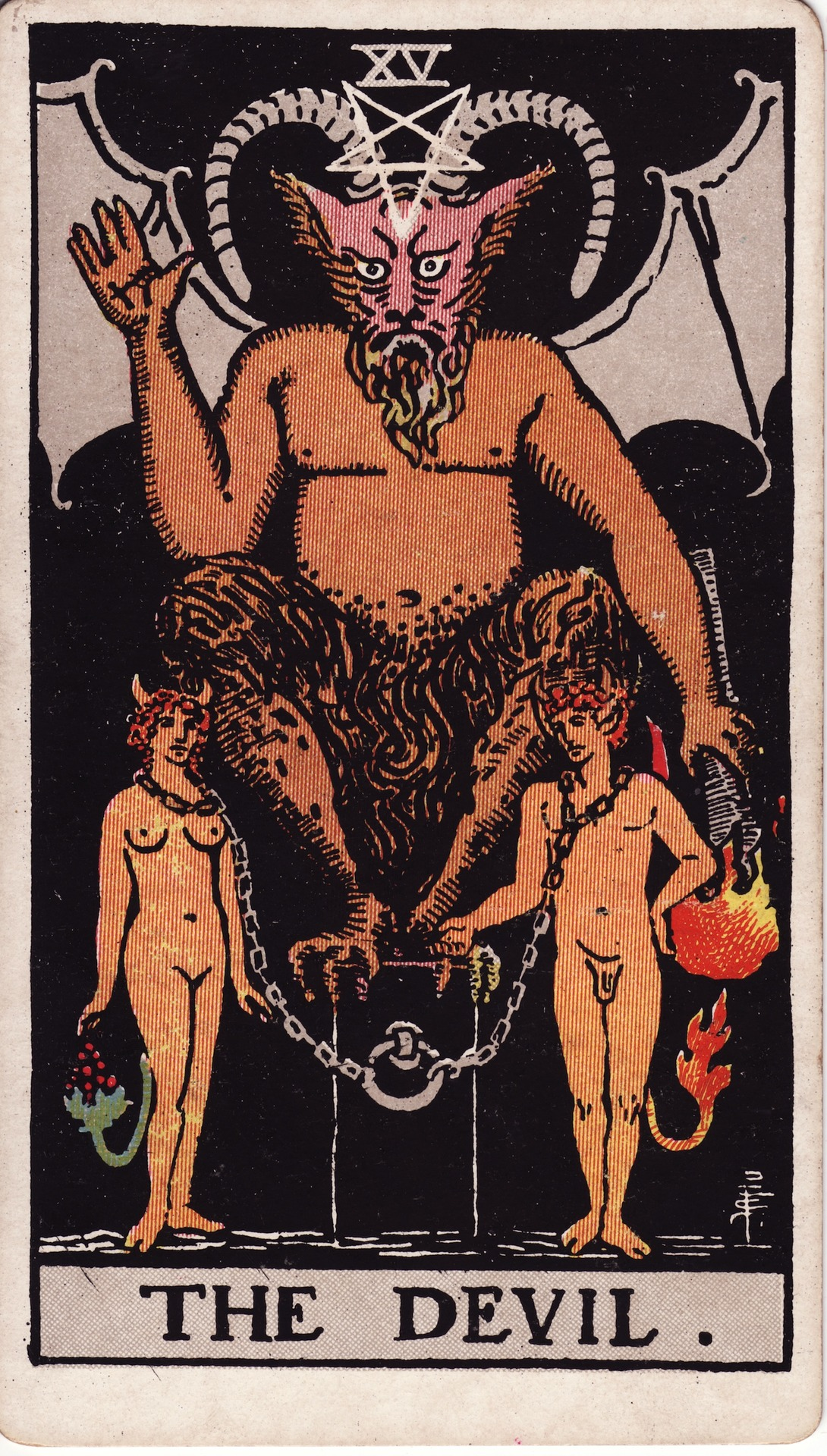
XV – 악마
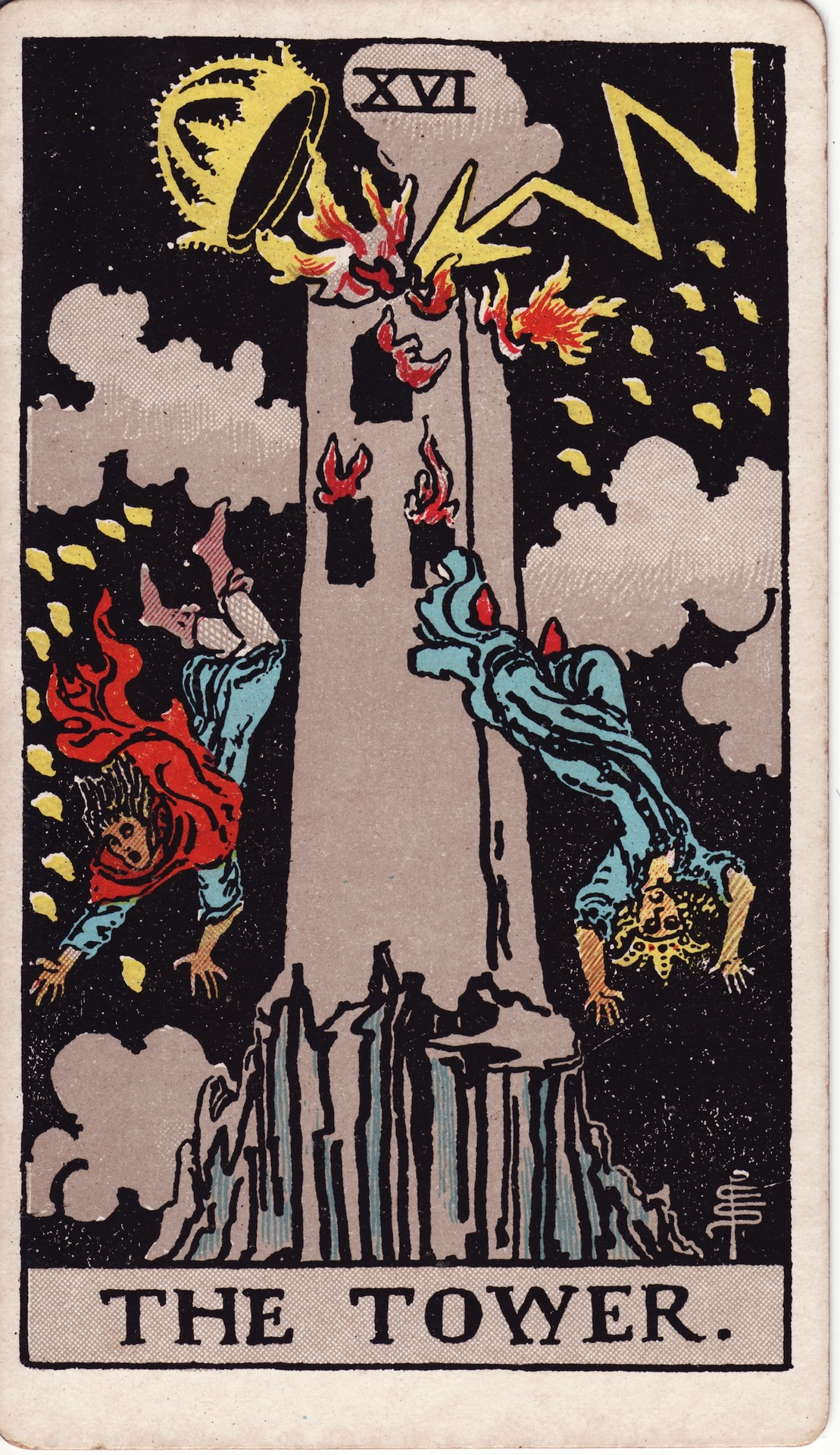
XVI – 탑
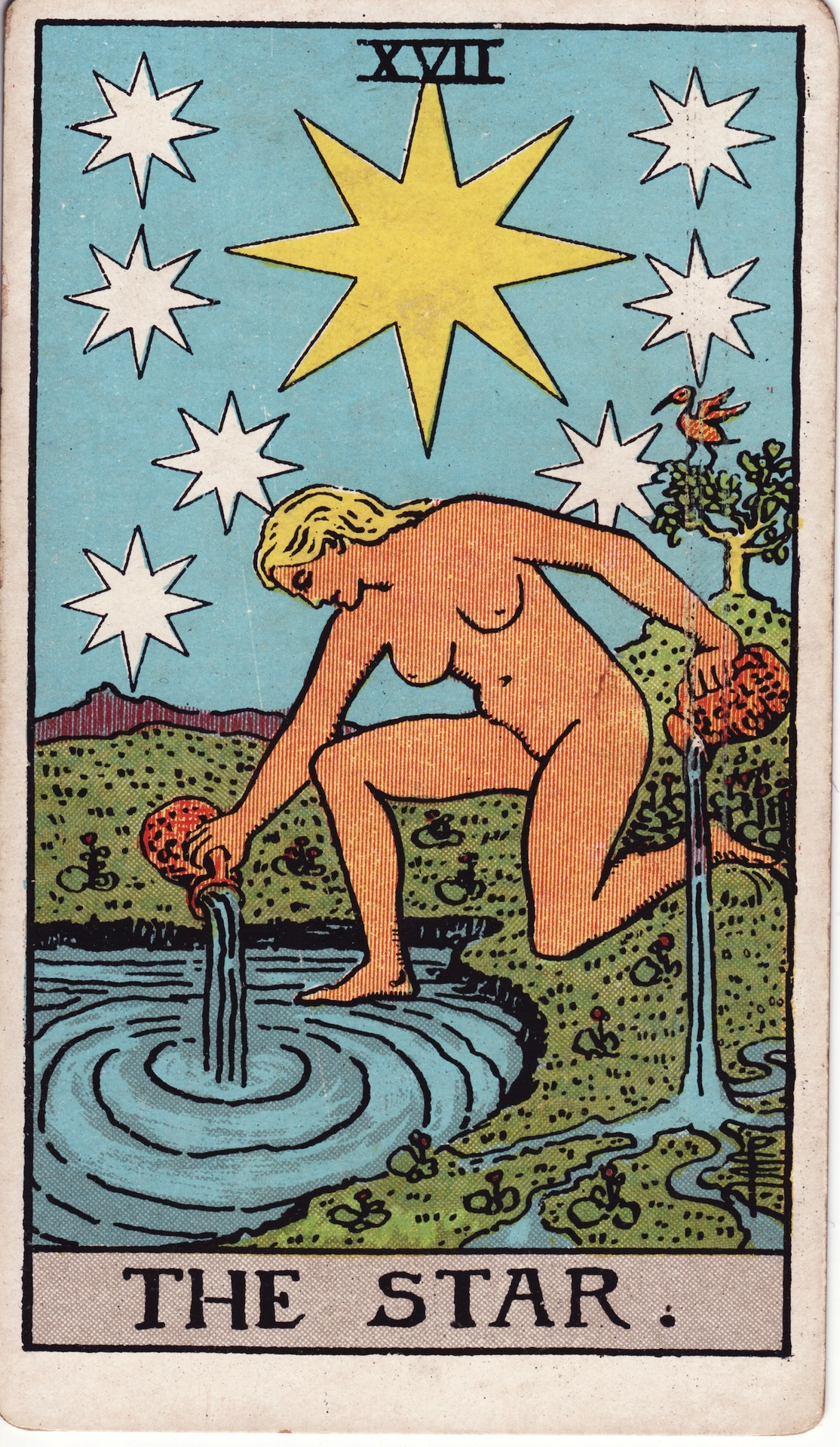
XVII – 별
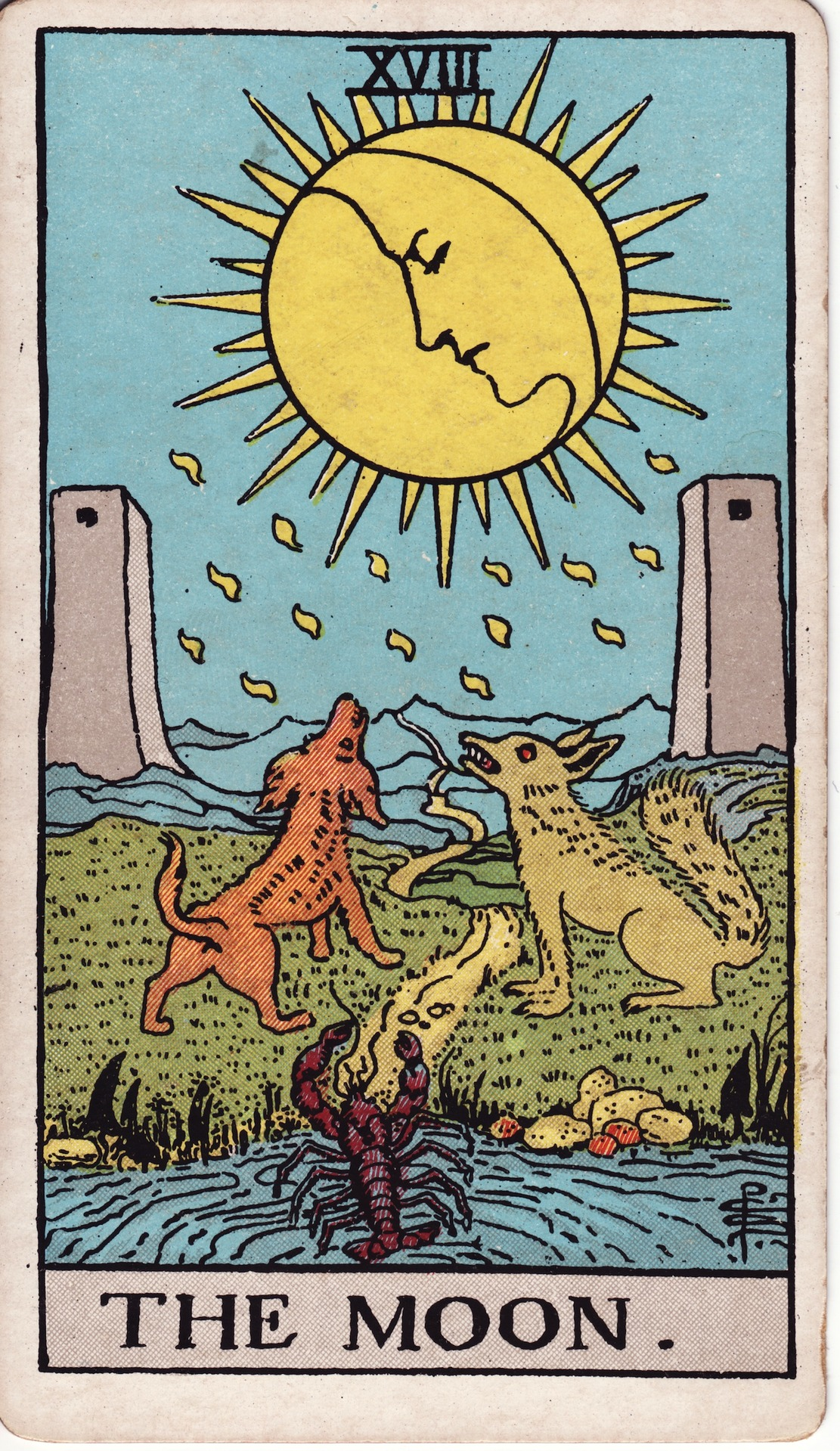
XVIII – 달
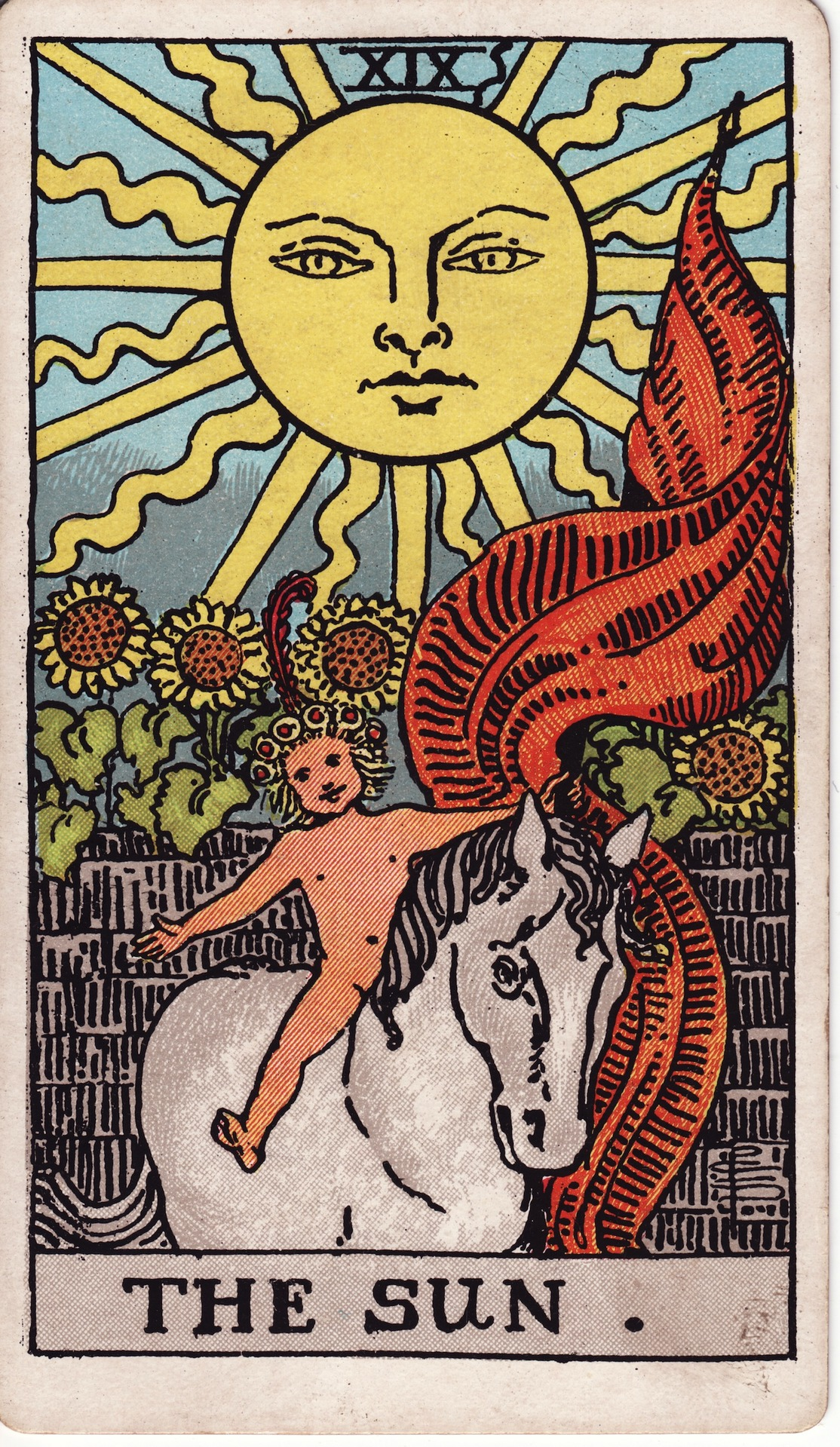
XIX – 태양
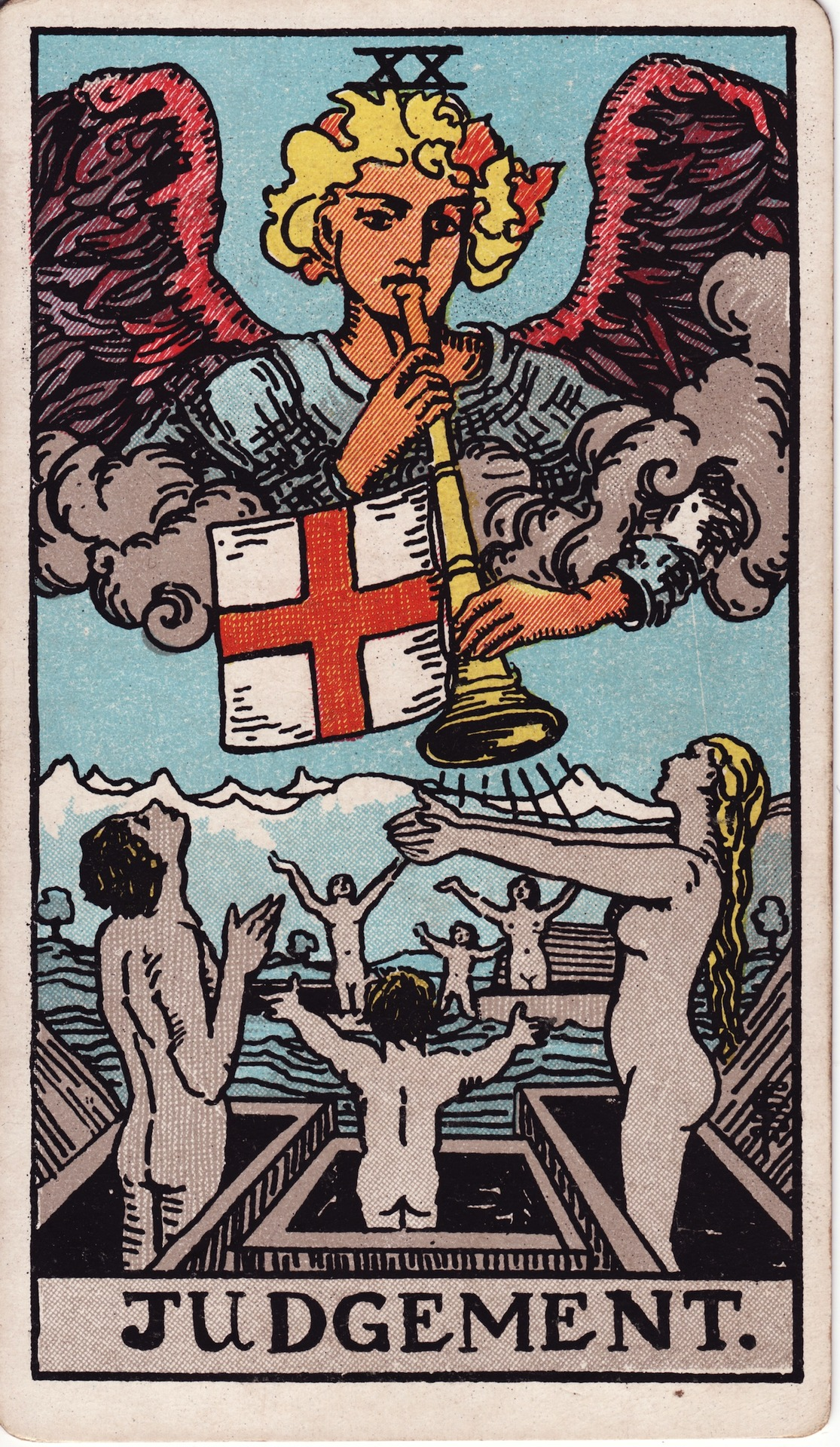
XX – 심판
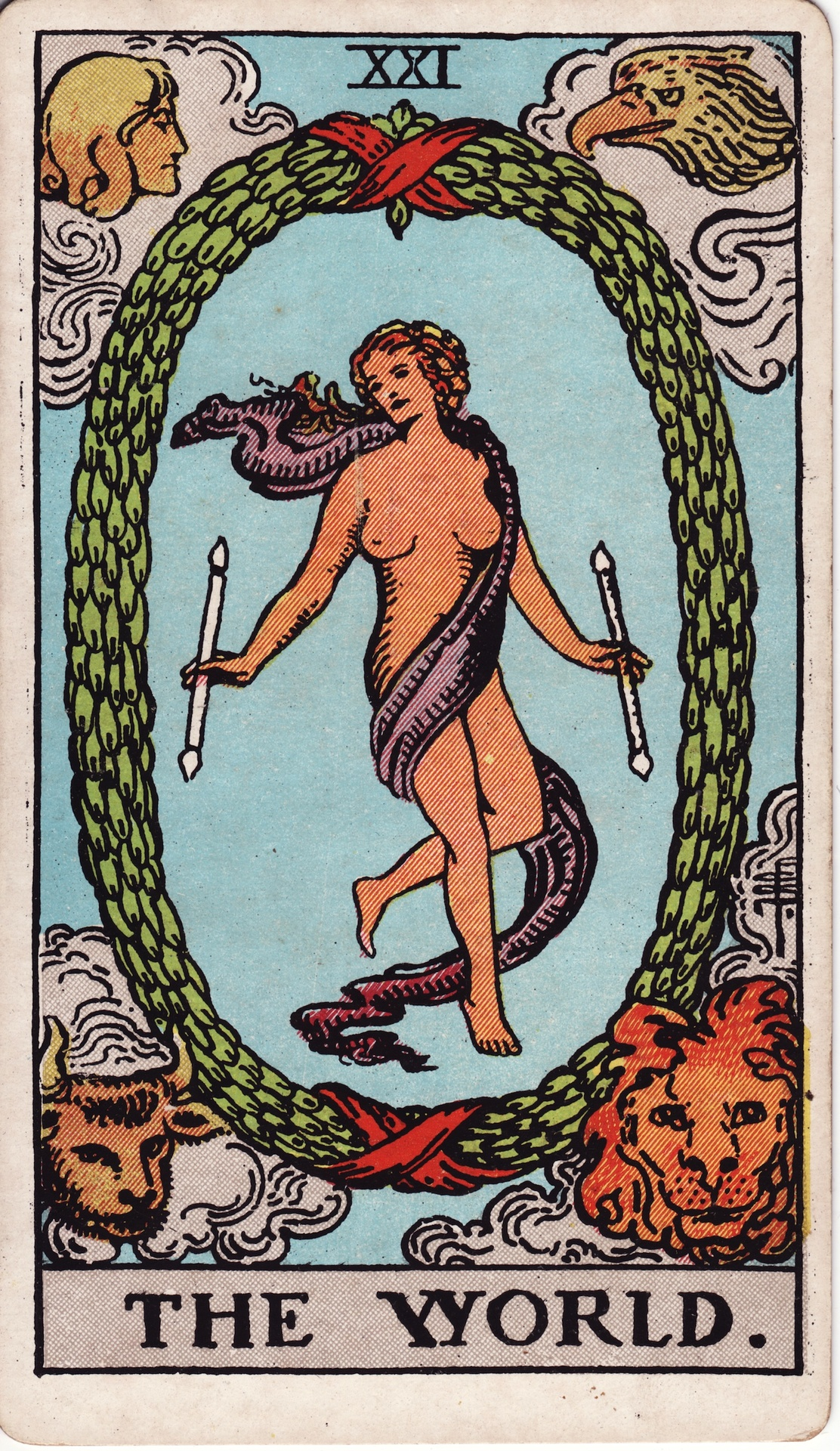
XXI – 세계